# Adam von Bartsch
Pour les articles homonymes, voir Bartsch.

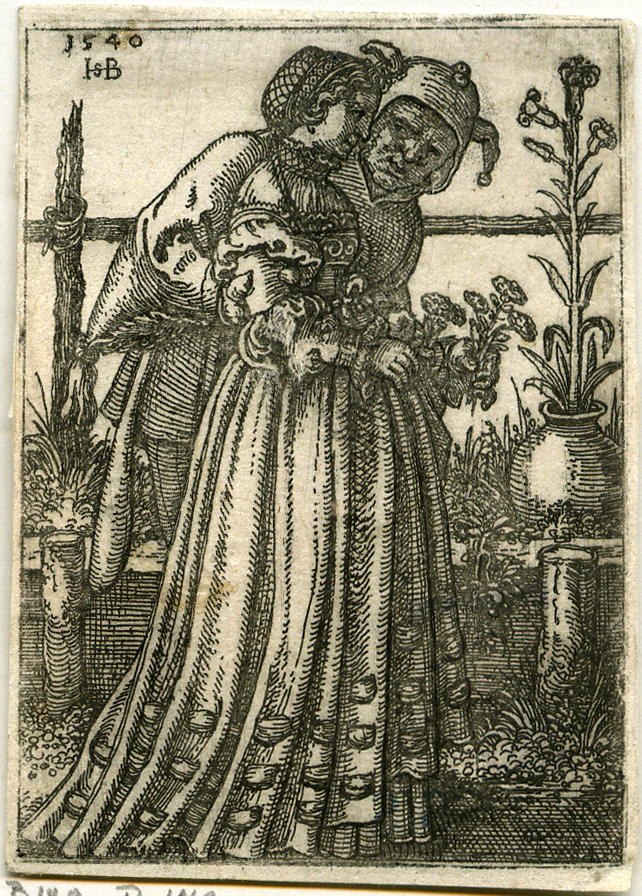
La Dame et la Mort (Hans Sebald Beham) - Bartsch 149

Johann Adam Bernhard von Bartsch, né à Vienne (Autriche) le 17 aout 1757 et mort à Hietzing (Vienne) le 21 aout 1821 , est un artiste et écrivain autrichien qui a été également imprimeur, aquafortiste et graveur.
Il est essentiellement connu pour son ouvrage sur la gravure intitulé Le Peintre-graveur, écrit à Vienne entre 1802 et sa mort en 1821, et publié en France en 14 volumes, dans lequel il décrit les graveurs hollandais, flamands et allemands jusqu'en 1820, ainsi que les graveurs italiens du XVe au XVIIe siècle. La numérotation de ces ouvrages est encore parfois employée (sous la forme, par exemple « Bartsch 17 » ou « B17 ») pour désigner une estampe ancienne précise.

## Biographie
Bartsch rejoint le personnel de la Bibliothèque royale de la cour à Vienne en 1777, après l'étude de la gravure à la Kupferstecheracademie de Vienne, et devient conservateur principal de l'imprimerie en 1791.
Il devient également le conseiller du duc Albert de Saxe-Teschen, qui a fondé la collection Albertina à Vienne.
Durant sa vie, il a réalisé plus de 500 planches de sa conception ou d'après d'autres maîtres.

## Publications
- Catalogue raisonné des Desseins originaux des plus grands Maitres anciens et modernes, qui faisoient Partie du Cabinet de feu le Prince Charles de Ligne, Chevalier de l'Ordre militaire de Mar. Therese, de S. George, Colonel du Corps de Genie de sa Maj. I. et R. etc., Vienne, 1794 (lire en ligne sur Gallica).
- (de) Anton Waterlos Kupferstiche. Ausführlich beschrieben, Vienne, 1795.
- Catalogue raisonné des Estampes gravées à l'Eau-forte par Guido Reni, et de celles de ses Disciples Simon Cantarini, dit le Pesarese, Jean-André et Elisabeth Sirani, et Laurent Loli, Vienne, 1795 (lire en ligne sur Gallica).
- Catalogue raisonné de toutes les Estampes qui forment l'Œuvre de Rembrandt, et ceux de ses principaux Imitateurs. Composé par les Sieurs Gersaint, Helle, Glomy et P. Yver. Nouvelle Édition. Entièrement refondue, corrigée et considérablement augmentée; 2 vol., Vienne, 1797 ; Leipzig 1880.
- Catalogue raisonné de toutes les Estampes qui forment l'Œuvre de Lucas de Leyde, Vienne, 1798 (lire en ligne sur Gallica).
- Le Peintre-graveur (plusieurs volumes numérotés), Vienne, 1802-1821 ; Neuauflage, Würzburg, 1920.
- Les vieux maîtres allemands, Degen, Vienne, 1808 (OCLC 257831350).
- Les vieux maîtres italiens, Degen, Vienne, 1813 (OCLC 257831684).
- Catalogue raisonné de l'Œuvre d'Estampes de Martin de Molitor, Peintre et Dessinateur de Paysages, Membre de l'Académie des Beaux-Arts a Vienne, Nuremberg, 1813 (lire en ligne sur Gallica).
- Catalogue des estampes de J. Adam de Bartsch, Pichler, Vienne, 1818.
- Anleitung zur Kupferstichkunde, 2 vol., Vienne, 1821.

## Postérité
En 1938, Alexandre-Pierre-François Robert-Dumesnil publie Le peintre-graveur français ou Catalogue raisonné des estampes gravées par les peintres et les dessinateurs de l'École française (11 vol.), qui se veut une suite du Peintre-graveur d'Adam von Bartsch, mais ne concernant que les graveurs français.